# 岩手県道112号北上停車場線
岩手県道112号北上停車場線（いわてけんどう112ごう きたかみていしゃじょうせん）は、岩手県北上市を通る一般県道である。

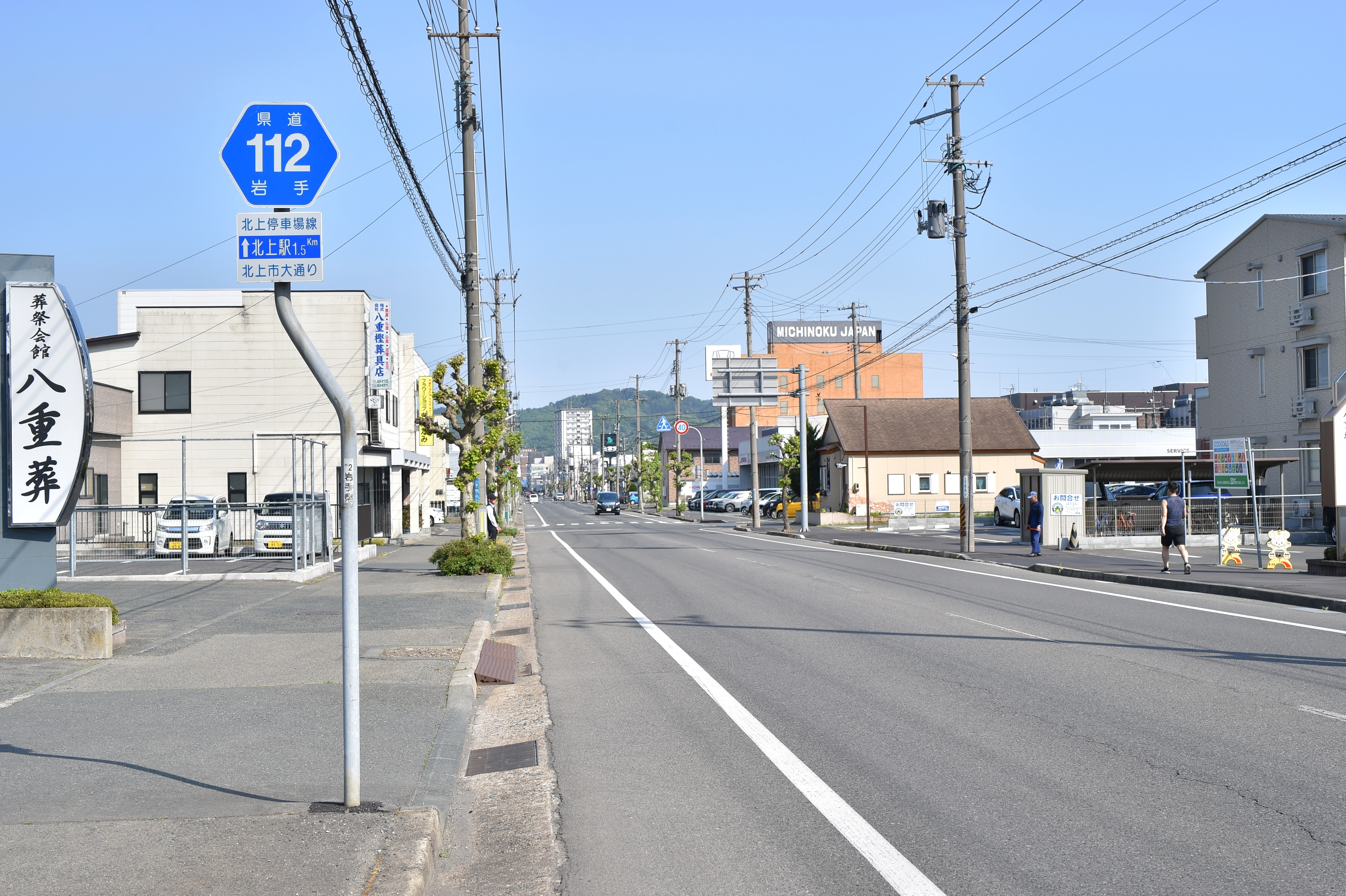
岩手県道112号北上停車場線
北上市大通り四丁目（2024年5月）

## 概要
JR東日本 東北本線 北上駅西口と駅の西を通る国道4号をほぼ直線で結ぶ県道である。

### 路線データ
- 実延長 : 575.4 m[1]
- 実延長：1,553.7 m[1]
- 起点：北上停車場[1]（北上駅）
- 終点：北上市大通り[1]（北上駅口交差点・国道4号交点）

## 歴史
- 大正時代 - 黒沢尻停車場線として県道に認定される。[要出典]
- 1959年（昭和34年）3月31日 - 現行道路法に基づき、北上停車場線として改めて県道に認定される[2]。

## 路線状況

### 重複区間
- 岩手県道254号相去飯豊線：北上市大通り三丁目地内

## 地理

### 交差する道路
- 岩手県道254号相去飯豊線（北上市大通り三丁目）
- 岩手県道254号相去飯豊線（北上市大通り三丁目）
- 国道4号（北上市大通り四丁目・北上駅口交差点、終点）

### 沿線の施設など

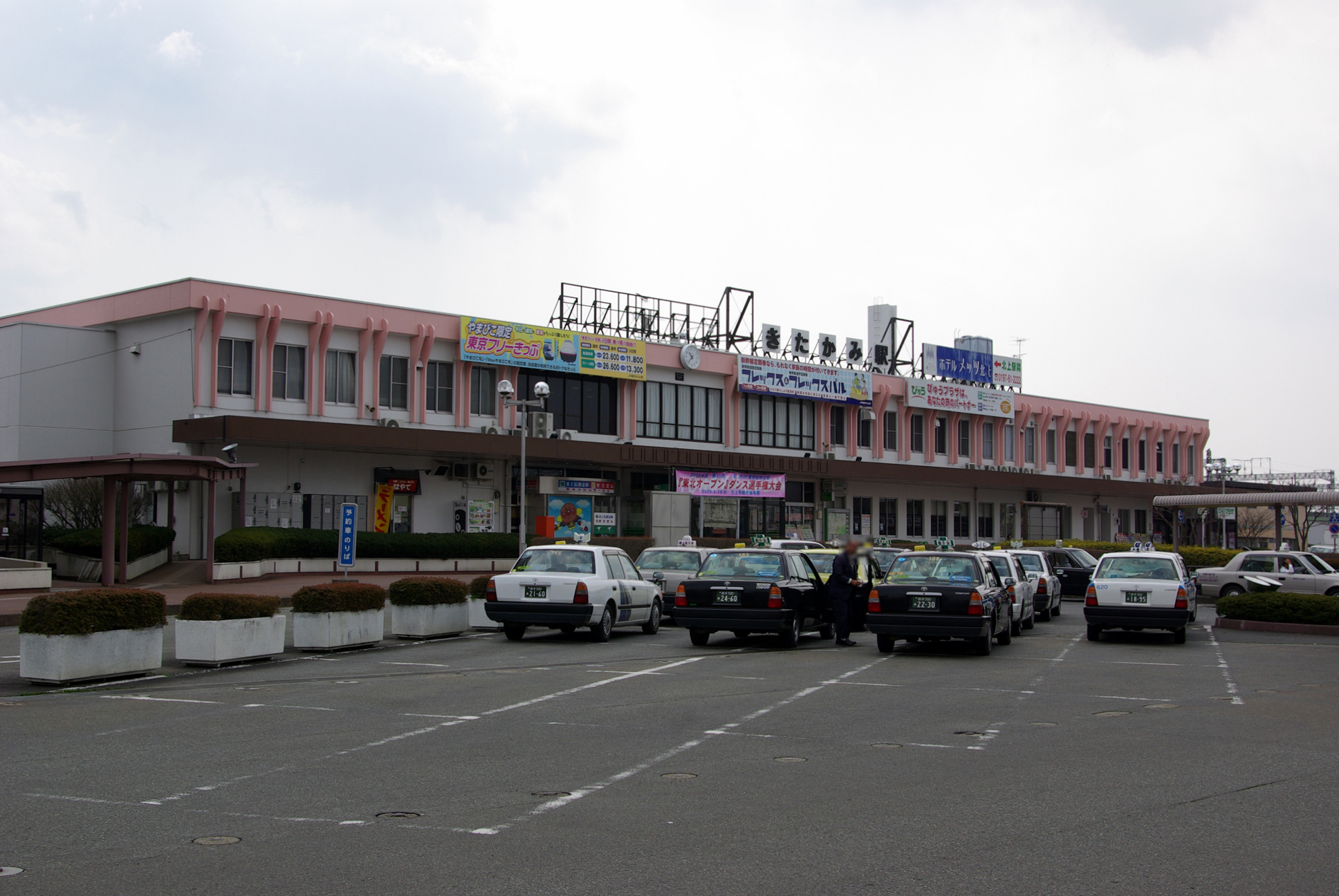
北上駅

- JR東日本 東北本線 北上駅
- 北上郵便局